# مهدي بن بوشتة
المهدي بن بوشتة (19 يونيو 1936 – 15 أغسطس 2004) هو قاضي وسياسي مغربي. شغل منصب عدة وزارات.

## التعليم
أكمل المهدي بن بوشتة كل دراسته الابتدائية والثانوية في مسقط رأسه فاس. وفي سن ال 18 عاما ً، تسجل في كلية الحقوق بالرباط. بعد أن حصل على درجة البكالوريوس في القانون، وثم في معهد علم الاجتماع غرونوبل في فرنسا.

## الحياة العملية
بين 1959 و1963، تقلد المهدي بن بوشتة منصب قاض بالمحكمة الابتدائية بالرباط. وفيما بعد من 1963 إلى 1965 تولى منصب مدير مكتب الوزير الأول أحمد بحنيني ثم مكلف بمهمة في الديوان الملكي بين 1965 و1966.
في أعقاب انقلاب الصخيرات في عام 1970 ومحاولة انقلاب أوفقير في عام 1971، انتخب رئيسا لمجلس النواب خلفا لعبد الهادي بو طالب. وفي العقد 1970، عُيّن على التوالي وكيلا لوزير الدولة، وزير الدولة، وزير الشباب والرياضة ووزير العمل والتدريب المهني.
هو أيضا رئيس الشركة المغربية لصناعة السيارات (صوماكا) حتى عام 1996.